# محمد إلياس روحية
الشيخ الحاج محمد إلياس روحية وأحيانا يدعي باسم الحاج إلياس (31 يناير 1934 / 15 شوال 1352 هـ - 18 ديسمبر 2007 / 8 ذو الحجة 1428 هـ) هو رئيس عام مجلس الشورى في جمعية نهضة العلماء في إندونيسيا من سنة 1992 حتى سنة 1999.

## حياته
ولد الحاج إلياس بقرية تسمي تيشباسونج تابعة لمركز تاسيكملايا في محافظة جاوة الغربية. والده الحاج روحية بن الحاج عبد الغفور أحد كبار العلماء في ذلك الوقت، وهو أيضا من المؤسسين لمعهد تيشباسونج الإسلامي. والدته الحاجة عائشة، الزوجة الأولى للحاج روحية.
تزوج الحاج إلياس من الحاجة ديديه ثمرة الفؤاد وله ابن وابنتين.

## التعليم
درس الحاج إلياس في مدرسة ابتدائية حتى الصف الثالث ولم يواصل الدراسة بعدها، و لكن لديه همة عالية في الدراسة وصار يتعلم علوم الدين وعلوم الأخر، وتعلم اللغة العربية واللغة الإنجليزية أيضاً.

## مؤسسات
- رئيس الفرعي للجمعية نهضة العلماء في تاسيكملايا سنة 1954.
- رئيس الولاية للجمعية نهضة العلماء في جاوة الغربية سنة 1985 حتي سنة 1989.
- في معتمر جمعية نهضة العلماء في لمبونج سنة 1992 عين رئيس العام للمجلس الشورى في جمعية نهضة العلماء خلفاً للحاج أحمد الصديق الذي توفي في ذلك الوقت واستمر في هذا المنصب حتى سنة 1999.

## الوفاة
توفي الحاج إلياس في 18 من ديسمبر سنة 2007 في مستشفي حسن صادقين في باندونج لمرض السكري و دفن في مقبرة معهد تيشباسونج الإسلامي.